# Улица Клуса (Рига)
Улица Клу́са (латыш. Klusā iela — «Тихая») — улица в Риге, в Видземском предместье, в микрорайоне Браса. Ответвляется от улицы Миера у Большого кладбища, заканчивается у железнодорожной платформы Браса, продолжаясь как улица Лактас.
Длина улицы — 708 метров. На всём протяжении имеет асфальтовое покрытие. Движение по улице одностороннее (в направлении из центра к Брасовскому мосту); в этом же направлении по ней проходит маршрут автобуса № 9.
В конце улицы расположена железнодорожная платформа Браса.

## История
В списках улиц города Риги улица Клуса впервые упоминается 1868 году под названием Кишозерная улица (латыш. Ķīšezera iela). В 1923 году получила своё нынешнее название, которое в дальнейшем уже не изменялось.

## Достопримечательности
- Садово-парковый архитектурный ансамбль «Большое кладбище» с мемориальными строениями — памятник архитектуры государственного значения[5].
- Дом № 11 (архитектор А. Малвесс[латыш.], 1911 г.) — памятник архитектуры местного значения[6].

## Прилегающие улицы
Улица Клуса пересекается со следующими улицами:
- Улица Миера
- Улица Казарму
- Улица Клияну
- Улица Лактас